# Blagoevo, Razgrad
Blagoevo (în bulgară Благоево) este un sat în comuna Razgrad, regiunea Razgrad,  Bulgaria. 

## Demografie
Componența etnică a satului Blagoevo
     Bulgari (87,54%)
     Turci (10,56%)
     Nicio identificare (1,32%)
     Altele (0,56%)
La recensământul din 2011, populația satului Blagoevo era de 530 locuitori. Din punct de vedere etnic, majoritatea locuitorilor (87,54%) erau bulgari, cu o minoritate de turci (10,56%). Pentru 1,32% din locuitori nu este cunoscută apartenența etnică.